# Почесні громадяни Кривого Рогу
Нижче наведений список почесних громадян Кривого Рогу. Станом на 11 вересня 2023 року звання «Почесний громадянин Кривого Рогу» мають 54 людини.

## Почесні громадяни
| №  | Зображення | Ім'я та прізвище                                | Роки життя                    | Посада, місце роботи на момент присвоєння звання                                                                                                  | Дата присвоєння | Коментар |
| -- | ---------- | ----------------------------------------------- | ----------------------------- | --- | --------------- | --- |
| 1  |            | Брозовська Міна                                 | 1877—1963                     | Домогосподарка | 16 червня 1964  | за збереження Червоного прапора |
| 2  |            | Боровський Олександр Васильович                 | 1896—1972                     | Заступник керуючого РУ ім. Дзержинського. | 16 серпня 1966  | Учасник громадянської війни. У 1948—1954 — головний бухгалтер РУ ім. Дзержинського, з 1954 займався громадською роботою. Нагороджений орденом Леніна. |
| 3  |            | Калініченко Федір Лукич                         | 1900—1982                     | Персональний пенсіонер союзного значення | 23 січня 1968   | Учасник громадянської війни з 1919, служив у кавалерійській бригаді Косовського. Учасник Другої Світової війни. З 1946 — секретар парткому заводу «Комуніст», 1-й секретар Центрально-Міського райкому КП (б), голова міськвиконкому. У 1956—1960 — заступник директора інституту «Механобрчормет». Нагороджений орденами Леніна, Вітчизняної війни, Червоної Зірки, «Знак Пошани».                                                     |
| 4  |            | Марковський Іван Зіновійович                    | 1901—1978                     | Персональний пенсіонер республіканського значення                                                                                                 | 23 січня 1968   | Учасник громадянської війни. У 1932—1941 — старший інженер, начальник зміни, директор Дніпропетровського металургійного, заводу ім. Петровського. У 1956—1966 — начальник прокатного цеху, голова профкому, заступник директора КМЗ. Нагороджений орденами Червоного Прапора, Трудового Червоного Прапора. |
| 5  |            | Семиволос Олексій Ілліч                         | 1912—1986                     | Заступник керуючого РУ ім. Дзержинського | 23 січня 1968   | Знатний гірник, новатор виробництва 30—40 рр. У 1940 першим у галузі застосував метод багатозабійного буріння, встановив світовий рекорд рудовидобутку. Нагороджений Державною премією СРСР (1942). У 1944—1972 — керуючий РУ ім. Ілліча. Депутат Верховної Ради СРСР — 1946—1958. |
| 6  |            | Виноградов Володимир Самойлович                 | 1909—1994                     | Заступник міністра чорної металургії СРСР | 25 березня 1975 | Працював начальником дільниці, начальником шахти, завідувачем гірничих робіт на ШУ ім. К. Лібкнехта. У 1957—1965 — начальник управління гірничодобувної промисловості, заступник голови Дніпропетровського раднаргоспу. Керівник будівництва ПівдГЗК, ІнГЗК, ЦГЗК. Трудову діяльність закінчив на посаді заступника міністра чорної металургії СРСР, його ім'ям названо вулицю у Кривому Розі.                                          |
| 7  |            | Галенко Йосип Опанасович                        | 1910—1981                     | Бригадир машиністів екскаваторів БУ-625 тресту «Укргідроспец-фундаментбуд», ГСП                                                                   | 25 березня 1975 | Герой Соціалістичної Праці (1963), екскаваторник, заслужений будівельник України. Автор брошур про передові методи організації праці екскаваторних бригад. Член ЦК КПУ (1961—1970), депутат Верховної Ради CPCP (1961—1970), його іменем названа одна з вулиць міста. |
| 8  |            | Козлов Микола Михайлович                        | 1926—1983                     | | 25 березня 1975 | Герой Радянського Союзу (1944), генерал-лейтенант танкових військ. Відзначився в рейді 24.10.1943 на Кривий Ріг, у складі роти увірвався в стару частину міста, протягом 8 годин вів нерівний бій, вивів танк з оточення. |
| 9  |            | Олейников Віктор Степанович                     | 1915—1985                     | Заступник міністра чорної металургії УРСР | 25 березня 1975 | Видатний організатор гірничої справи Кривбасу 50—70-х. Сприяв розвитку залізорудного басейну, будівництва житла в Кривому Розі, його ім'ям названа вулиця. |
| 10 |            | Сіренко Іван Маркович                           | 1907—1986                     | Персональний пенсіонер республіканського значення                                                                                                 | 25 березня 1975 | Учасник Другої Світової війни, брав участь у формуванні спецзагону А. М. Шурупова з врятування греблі КРЕС. У 1944—1946 —перший секретар міськкому КП(б), керував відбудовою міста. |
| 11 |            | Чорна Надія Семенівна                           | 1924—2005                     | Начальник сектора прийому відділу кадрів ВАТ «ПівнГЗК»                                                                                            | 25 березня 1975 | у 1945 очолила фронтову комсомольсько-молодіжну бригаду, брала активну участь у відбудові, стахановка, слава про бригаду лунала по країні. За її закликом на відбудову рудників Кривбасу прибула молодь. |
| 12 |            | Шангін Борис Григорович                         | 1910—1983                     | Персональний пенсіонер союзного значення | 25 березня 1975 | У серпні 1941 залишився в тилу ворога й сформував партизанський загін, який діяв у плавнях Нікополя. Здійснив рейд до Чорного та Брянського лісів, очолив партизанське з'єднання, діяв в Україні та Польщі. У 1956—1960 — голова Центрально-Міської райради. |
| 13 |            | Архипов Іван Васильович                         | 1907—1989                     | Перший заступник голови Ради Міністрів СРСР | 17 березня 1982 | Герой Соціалістичної Праці (1977). У 1937—1938 — головний механік заводу «Криворіжсталь», у 1939—1941 — секретар Криворізького міськкому КП (б)У, організатор евакуації промисловості Кривбасу на схід, У 1974—1986 — заступник Голови Ради Міністрів СРСР. |
| 14 |            | Михлик Василь Ілліч                             | 1922—1996                     | Пенсіонер МО СРСР, двічі Герой Радянського Союзу                                                                                                  | 17 березня 1982 | |
| 15 |            | Устименко Олександр Лукич                       | 1903—1996                     | Персональний пенсіонер союзного значення | 17 березня 1982 | У 1950—1955 —перший секретар Центрально-Міського райкому КПУ. У 1955—1963 — заступник керуючого транспортом «Кривбасгеологія», брав активну участь у відбудові Кривбасу, керував будівництвом аеродрому, КГРІ, 3-ї міськлікарні, шкіл. |
| 16 |            | Замрій Федір Дмитрович                          | 1928—2000                     | Персональний пенсіонер союзного значення, Герой Соціалістичної Праці                                                                              | 23 січня 1984   | Герой Соціалістичної Праці (1974), заслужений будівельник України. Монтував перші панельні будинки в Кривому Розі, організовував республіканську школу передового досвіду. Разом з бригадою монтажників спорудив 700 висотних будинків. |
| 17 |            | Ісаков Іван Іванович                            | 1923—1991                     | Персональний пенсіонер союзного значення, Герой Радянського Союзу                                                                                 | 23 січня 1984   | Герой Радянського Союзу (02.02.1944), відзначився в боях на дніпровському плацдармі, учасник визволення Кривого Рогу, у бою за місто здобув важке поранення. |
| 18 |            | Пічужкін Михайло Сергійович                     | 1925—2002                     | Постпредство УРСР при Раді Міністрів СРСР | 18 березня 1987 | |
| 19 |            | Гудзь Іван Пилипович                            | 1917—2003                     | Пенсіонер з 1969 року | 8 лютого 1994   | У складі збройного загону допомагав армії визволяти північне Криворіжжя, у лютому 1944 — провідник спецзагону 37-ї армії по врятуванню греблі КРЕС. |
| 20 |            | Фурт Іван Пилипович                             | 1921—2005                     | Пенсіонер з 1987 року | 8 лютого 1994   | 21.02.1944 в складі спецзагону А. М. Шурупова брав участь у збереженні греблі KPEC. Мав медаль «3а відвагу». Відзначився в боях на о. Балатон. До 1987 працював на РУ ім. XX партз'їзду. |
| 21 |            | Санкевич Михайло Іванович                       | 1917—2001                     | Пенсіонер | 8 лютого 1994   | У складі спецзагону 37-ї армії рятував греблю КРЕС. Будував гірничо-збагачувальні комбінати в Кривому Розі. |
| 22 |            | Малахов Георгій Михайлович                      | 1907—2001                     | Академік Національної академії наук | 26 березня 1997 | |
| 23 |            | Земляний Микола Федорович                       | нар. 1938                     | Голова правління ЗАТ «Криворіжіндустрбуд» | 4 серпня 1998   | Заслужений будівельник України (1980), з червня 1970 — керуючий трестом «Криворіжіндустрбуд», сформував колектив будівельників, створив потужну базу для розвитку важкої індустрії південної України, а нині й для спорудження об'єктів соціальної сфери. |
| 24 |            | Сич Юрій Петрович                               | 1923—2006                     | Пенсіонер | 31 березня 1999 | Дизайнер, художник, архітектор. Автор проектів готелю «Металург», споруди експедиції «Кривбасгеологія», інституту «Гіпрорудмаш», пристрасний охоронець старої частини Кривого Рогу. |
| 25 |            | Кучма Леонід Данилович                          | 1938—                         | Президент України | 22 жовтня 1999  | |
| 26 |            | Бабич Юрій Петрович                             | нар. 1928                     | Голова Дніпропетровської обласної асоціації з фізичних та нетрадиційних методів лікування «Солоний лиман»                                         | 26 квітня 2000  | У 1953—1960 працював на РУ ім. Дзержинського, 1960—1969 — секретар Центрально-Міського райкому КПУ, 1969—1979 — голова міської ради. Стояв біля витоків будівництва швидкісного трамвая, ініціатор спорудження сучасного аеропорту. 1979—1983 —перший секретар міськкому КПУ. Згодом голова Дніпропетровського облвиконкому, організатор і керівник здравниці «Солоний Лиман». 1971, 1975, 1980, 1985 — депутат Верховної Ради України. |
| 27 |            | Воронова Тетяна Петрівна                        | 1924—2011                     | Журналіст міської газети «Червоний гірник» | 26 квітня 2000  | |
| 28 |            | Гутовський Григорій Іванович                    | 1930—1993                     | Посмертно | 26 квітня 2000  | |
| 29 |            | Бородич Леонід Васильович                       | 1953—2000                     | Посмертно | 27 вересня 2000 | |
| 30 |            | Кравець Василь Романович                        | нар.1946                      | Прокурор міста | 22 грудня 2004  | з 1987 — прокурор м. Кривий Ріг, радник юстиції 3-го рангу, почесний працівник органів прокуратури України (1996), директор Криворізького навчального центру Одеської національної юридичної академії. |
| 31 |            | Васякін Олександр Васильович                    | 1925—2015                     | Пенсіонер, заслужений скульптор України | 20 квітня 2005  | |
| 32 |            | Гуров Вадим Миколайович                         | 1937—2015                     | Пенсіонер | 28 лютого 2007  | |
| 33 |            | Колосов Валерій Олександрович                   | нар. 1947                     | Генеральний директор Асоціації «Укррудпром» | 23 квітня 2008  | Генеральний директор асоціації «Укррудпром». Член-кореспондент АГНУ, один із авторів реконструкції підземного Кривбасу, автор наукових праць. |
| 34 |            | Маковій Микола Іванович                         | нар. 1952                     | Провідний спеціаліст Національного Антарктичного наукового центру Міністерства освіти і науки України                                             | 22 квітня 2009  | Заслужений полярник України, брав участь у чотирнадцяти експедиціях до Антарктиди. |
| 35 |            | Любоненко Юрій Вікторович                       | нар. 1950                     | Криворізький міський голова | 24 березня 2010 | «враховуючи вагомий особстий внесок міського голови Кривого Рогу Любоненка Юрія Вікторовича в покращання соціально-економічного становища міста, розвиток його інфраструктури.» |
| 36 |            | Вілкул Юрій Григорович                          | нар. 1949                     | Криворізький міський голова | 28 квітня 2010  | у вирішенні соціально-економічних та екологічних проблем міста. |
| 37 |            | Задорожний Вячеслав Казимирович                 | нар. 1955                     | Перший заступник голови Дніпропетровської обласної державної адміністрації                                                                        | 25 травня 2011  | Один із керівників житлово-комунальної служби, транспорту та зв'язку в Кривому. Розі у 80—90-x, організатор благоустрою, нині депутат Верховної Ради України. |
| 38 |            | Архієпископ Криворізький та Нікопольський Єфрем | нар. 1966                     | Керуючий Криворізькою єпархією | 25 травня 2012  | Кіцай Іван Степанович, кандидат богословських наук. |
| 39 |            | Рижков Євген Вікторович                         | нар. 1951                     | Голова Інгулецької районної у місті ради | 22 травня 2013  | З 1995 — голова Інгулецької районної у місті ради. Приділяє постійну увагу промисловості, економіці, сфері побуту, обслуговування, благоустрою. |
| 40 |            | Бєльський Олександр Гнатович                    | 15 серпня 1948—24 травня 2024 | Директор комунального підприємства «Криворізький академічний міський театр музично-пластичних мистецтв „Академія руху“ Криворізької міської ради» | 28 травня 2014  | |
| 41 |            | Федосенко Павло Юрійович                        | нар. 1974                     | Герой України (2022) | 2022            | український військовослужбовець, полковник Збройних Сил України, учасник російсько-української війни. Герой України (2022). Орден «За мужність» III ступеня, орден Богдана Хмельницького III ступеня, орден «Золота Зірка» |
| 42 |            | Старченко Сергій Олександрович                  | нар.                          | Герой України | 2023            | підполковник Збройних сил України, учасник російсько-української війни, що відзначився під час російського вторгнення в Україну 2022 року |
| 43 |            | Грудзевич Олег Петрович                         | 1990                          | Герой України | 2023            | підполковник Збройних сил України. Учасник російсько-української війни, відзначився в ході російського вторгнення в Україну. Орден Богдана Хмельницького ІІ ст. Орден Богдана Хмельницького ІІІ ст. Орден «Золота Зірка». Медаль «За військову службу Україні». |
| 44 |            | Оцерклевич Віктор Ярославович                   | 1986 — 2022                   | Герой України | 2023            | капітан Збройних Сил України, учасник російсько-української війни, Герой України, що загинув під час російського вторгнення в Україну. Орден «Золота Зірка». |
| 45 |            | Дерусова Інна Миколаївна                        | 1970 — 2022                   | Герой України | 2023            | сержант медичної служби Збройних сил України 58-ї окремої мотопіхотної бригади імені Івана Виговського, учасниця російсько-української війни. Герой України. Медаль за учасник АТО. Медаль за самопожертвіність та любов. Нагрудні знаки за оборону Авдіївка за візцервість у військовій службі 3 ступеня. Нагрудний знак за заслуги перед містом Кривого Рогу 3 ступеня. Орден «Золота Зірка». Медаль «Захиснику Вітчизни».            |
| 46 |            | Рябоконь Микола                                 |                               | відомий криворізький художник | 2023            | у творчому особистому доробку якого понад 800 живописних полотен, більшість з них зберігається в музеях Дніпропетровщини та приватних колекціях України, Республіки Польщі, Федеративної Республіки Німеччини, Сполучених Штатів Америки, Чеської Республіки, Королівства Іспанії, Держави Ізраїлю. |